# Summer Sonic Festival

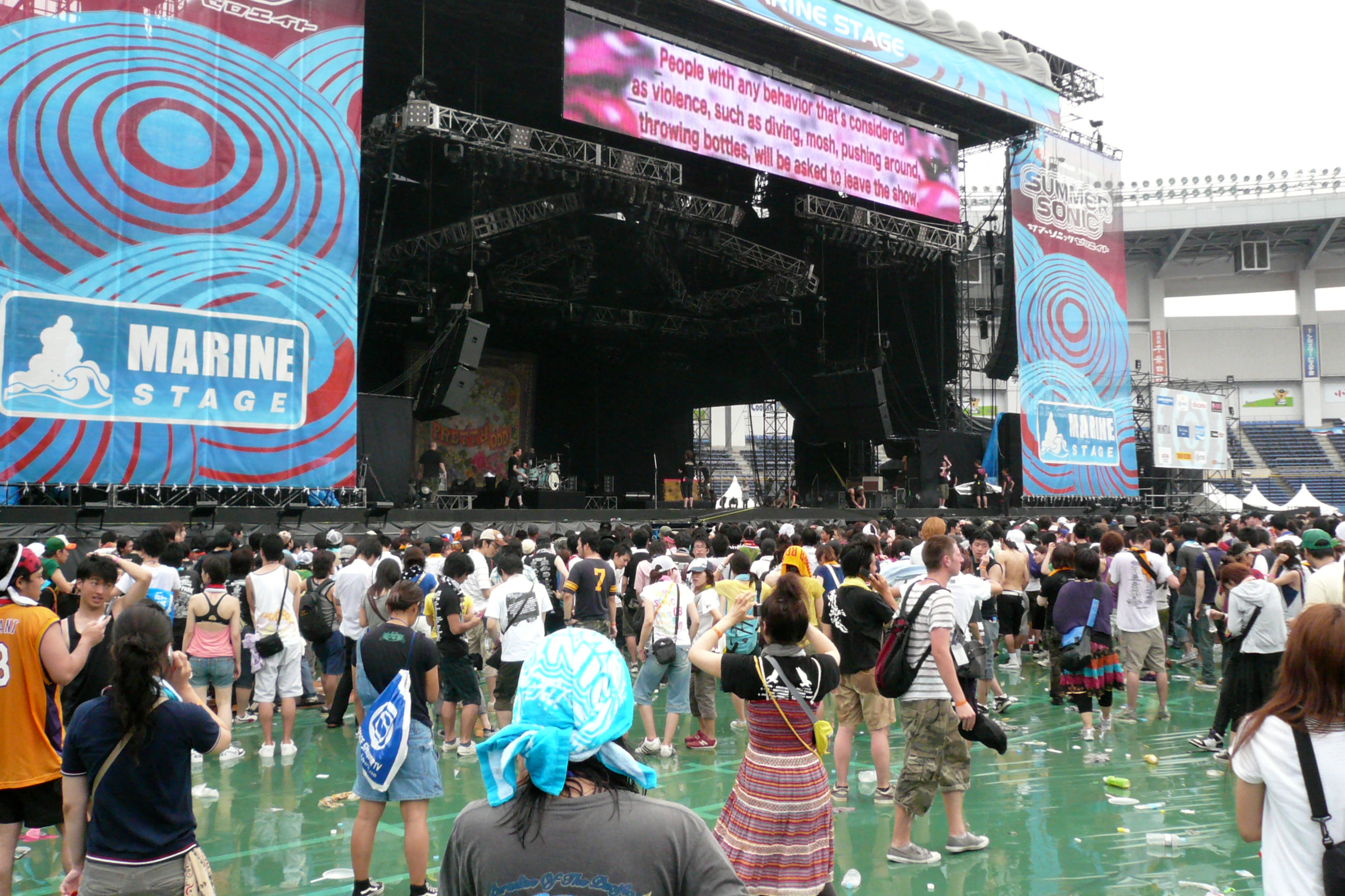
Palco Marine no Summer Sonic Festival

O Summer Sonic Festival é um festival anual de rock que acontece no verão do hemisfério norte e é realizado ao mesmo tempo em Osaka e em Tóquio. A maioria das bandas tocadas em Osaka, no primeiro dia, tocam também em Tóquio no dia seguinte, e vice-versa. O primeiro festival aconteceu em 2000 e atua até os dias de hoje, sempre acontecendo no início do mês de agosto. A programação contém muitos músicos japoneses e internacionais, atraindo milhões de pessoas de todo o mundo para os shows.